# 1476.
◄ | 14. stoljeće | 15. stoljeće | 16. stoljeće | ►
◄ | 1440-ih | 1450-ih | 1460-ih | 1470-ih | 1480-ih | 1490-ih | 1500-ih | ►
◄◄ | ◄ | 1473. | 1474. | 1475. | 1476. | 1477. | 1478. | 1479. | ► | ►►
Arhitektura • Astronomija • Glazba • Knjige • Književnost • Kršćanstvo • Medicina • Pravo • Promet • Slikarstvo • Znanost

## Rođenja
- Wayna Qhapaq, kralj Inka († 1527.)

## Vanjske poveznice
|  | Zajednički poslužitelj ima još gradiva o temi 1476. |